# Образование в Сирии
Образование в Сирии находится под управлением Министерства образования Сирии и Министерства высшего образования Сирии. Конституция Сирии гарантирует каждому гражданину право на образование, которое подразделяется на следующие уровни, в свою очередь разделяющиеся на этапы :
- Начальное образование — бесплатное и обязательное
  - 1 этап: 1—6 классы
  - 2 этап: 7-9 классы
- Среднее образование — 10-12 классы; бесплатное, но не обязательное
- Высшее образование — доступно за символическую плату и не является обязательным

Согласно переписи населения 2007 года, 98 % школ в Сирии были государственными, 1,8 % — частными, и 0,2 % — школами БАПОР для детей-беженцев.
По состоянию на 2007 год, в системе образования Сирии обучалось 8 миллионов человек (4 миллиона — в системе начального образования, 1,4 миллиона — в системе среднего образования и 2,3 миллиона — в системе высшего образования).

## Дошкольное образование
В 1990 году только 5 процентов детей в возрасте от 3 до 5 лет посещали 793 детских сада. Десять лет спустя в детских садах обучалось 7,8 процента детей этой возрастной группы. Данные Министерства образования Сирии показали увеличение числа детских садов с 1096 до 1475 в 2004 году.

## Высшее образование
Университетское образование было основано в 1919 году на бесплатной основе.
Министерство высшего образования Сирии было создано в 1966 году для надзора за научными и образовательными учреждениями, такими как университеты, ученые советы и Академия арабского языка в Дамаске. Большая часть высшего образования предоставляется государством, но законодательство, принятое в 2001 году, позволяет открывать частные университеты и колледжи.
В Сирии существует три ступени высшего образования:
- License — длится от четырёх до шести лет
- DEA или DESS — от одного до двух лет; эквивалентно степени магистра в болонской системе.
- Постуниверситетское образование — от трех до пяти лет.